# 張鈞 (東漢)
張鈞（？—184年)，表字不詳，冀州中山人，東漢末年郎中，官至侍中。曾上表奏請靈帝誅殺十常侍，但沒有被靈帝接納，後更為十常侍所誣，下獄而死。

## 生平
中平元年（184年），黃巾之亂爆發，盜賊橫行，地方混亂。張鈞上表朝廷，將黃巾之亂歸罪於當時的十常侍，指出是在他們縱容親族賓客在地方胡作非為，百姓無處申訴才加入叛亂，遂建議處死十常侍並將他們的頭顱懸在南郊示眾以謝天下，並派使者將處死十常侍的消息宣告各地，認為這樣不須用武力就能平息亂事。漢靈帝將上表向十常侍展示，十常侍立即脫帽赤足叩首謝罪，並自求下獄，更願意獻出私財資助用作平定黃巾之軍費。漢靈帝沒有向十常侍問罪，反而憤恨張鈞，說：「這人真是狂妄，十常侍就真的沒有一個好人麼？」張鈞及後仍繼續上奏一样意思的奏章，靈帝都沒有回報。其時靈帝命廷尉及侍御史拷問那些跟黃巾首領張角學道術的人，在張讓等十常侍的意思下，御史就誣稱張鈞也有學張角的道術，於是張鈞被收捕並在獄中受拷打而死。

## 三國演義
《三國演義》中，劉備等人參與討伐黃巾而無賞，張鈞聞言後就上奏靈帝請誅十常侍並獎賞討伐有功的人。但靈帝相信十常侍，並命武士驅逐張鈞。